# Rehestädt
Rehestädt ist ein Ortsteil der Gemeinde Amt Wachsenburg im Ilm-Kreis (Thüringen).

## Geografie
Rehestädt liegt am Übergang von den Vorbergen des Thüringer Waldes zum Thüringer Becken in etwa 270 Metern Höhe vier Kilometer nordwestlich von Arnstadt.

## Geschichte
Es ist anzunehmen, dass der Ort durch einen Mann namens Recheo gegründet wurde. 1191 bestand bereits ein ausgebautes Dorf. Schon 1257 brachte das Kloster Ichtershausen Ländereien zu Rehestädt an sich. Bis zum Ende des Klosters Ichtershausen 1525 im Deutschen Bauernkrieg war Rehstedt dessen Eigentum. Im Jahre 1640, im Dreißigjährigen Krieg, war durch Tod und Flucht der Einwohner nur noch ein Drittel der Häuser bewohnt. Der Ort gehörte in der Folgezeit zum Amt Wachsenburg mit Ichtershausen, welches 1640 zum Herzogtum Sachsen-Gotha, ab 1672 zum Herzogtum Sachsen-Gotha-Altenburg und 1826 zum Herzogtum Sachsen-Coburg und Gotha kam.
Bis 1920 gehörte Rehestädt zu Sachsen-Coburg und Gotha, anschließend zum Landkreis Arnstadt bzw. dessen Nachfolgern. Am 8. März 1994 wurde der Ort in die Gemeinde Ichtershausen eingegliedert. Seit dem Zusammengehen der Gemeinde Ichtershausen mit der Wachsenburggemeinde am 1. Januar 2013 gehört Rehestädt zur Gemeinde Amt Wachsenburg.
Im April 1945 wurde der Ort von US-Truppen besetzt und Anfang Juli 1945 an die Rote Armee übergeben. Damit wurde er Teil der SBZ und der DDR. Dies brachte die Zwangskollektivierung und später Industrialisierung der Landwirtschaft mit sich.

## Politik
Der ehrenamtliche Ortsteilbürgermeister von Rehestädt ist Mario Schubert. Er wurde bei den Kommunalwahlen in Thüringen am 26. Mai 2024 erstmals ins Amt gewählt. Zusammen mit vier weiteren Mitgliedern bildet Schubert den Ortsteilrat von Rehestädt.

## Sehenswürdigkeiten
- 1498 wurde die Kirche St. Gangolf gebaut. 1719 erfolgte ein Neubau, bei dessen Ausschachtarbeiten ein Grab mit Münzen aus dem Jahr 1242 oder davor gefunden wurde. Sie ist das geschichtsträchtigste Gebäude des Dorfes. Die Kirche erhielt 1750 eine neue Orgel, die der Orgelbauer Johann Christoph Thielemann begonnen hatte. Nachdem er erkrankte und die Arbeit nicht vollenden konnte, übernahm diese Arbeit sein Schüler Johann Stephan Schmaltz aus Arnstadt. Die Kirche wurde zwischen 2000 und 2003 von Inhaftierten aus dem offenen Strafvollzug der Jugendstrafanstalt Ichtershausen unter Führung der Bauhütte des Neuen Klosters Ichtershausen saniert.[5]
- Im Ort gibt es einige restaurierte Fachwerkgebäude, besonders ansprechend erhalten ist der Hof Veste Behfeld mit Wohnhaus, Wirtschaftsgebäuden und schönem Torbogen.
- Ein Kriegerdenkmal in Ortsmitte unter einer stattlichen Eiche erinnert an 6 Gefallene und Vermisste des Ersten sowie 18 des Zweiten Weltkriegs.

## Wirtschaft und Verkehr
Rehestädt ist ein landwirtschaftlich geprägter Ort. Die Agroland Agrar e.G. Thörey/Rehestädt, hervorgegangen aus einer LPG, betreibt Landwirtschaft und einen Photovoltaikpark. Die Anlage liegt direkt am nördlichen Ortsrand von Rehestädt.
Etwa einen Kilometer nordöstlich von Rehestädt, am Rand von Thörey, befindet sich seit den 1990er Jahren das größte Gewerbegebiet des Ilm-Kreises, das besonders wegen seiner Lage am Erfurter Kreuz (A 4, A 71) entwickelt und auch danach benannt wurde.
Ein mehrere Hektar großes Gelände am Nordwestrand des Ortes wurde von den 1970er Jahren bis 2005 als Mülldeponie des Kreises Arnstadt bzw. des nördlichen Ilm-Kreises genutzt. Dazu gehören die „Alter Körper“ und „Neuer Körper“ genannten hohen Deponieberge sowie zwei Sondermülldeponien. Ein Teil des Mülls wird nun langsam abgetragen und der Verbrennung in Leuna zugeführt.
Auf 5,1 Hektar, am Hang des Zettelbergs (300 m), wurde im Auftrag der Restabfallverwertung Mittelthüringen (ZRM) durch Beck Energy eine große Solaranlage zur Erzeugung elektrischer Energie mit einer Nennleistung von 444 kWp errichtet und im Juni 2008 eingeweiht. Sie ist seit Oktober 2008 am Netz, soll 455.000 kWh/Jahr erzeugen und würde damit dem Betreiber 164.000 Euro/Jahr an Einspeisegebühren einbringen, die durch das Erneuerbare-Energien-Gesetz garantiert sind.
Straßen führen von Rehestädt nach Arnstadt, Thörey und Haarhausen. Der nächste Bahnhof befindet sich einen Kilometer westlich des Ortes in Haarhausen an der Bahnstrecke Neudietendorf–Ritschenhausen.
Ein Radweg aus Richtung Thörey/Gewerbegebiet führt bis nahe an Rehestädt heran. Er wurde einschließlich Renaturierung des Riethgrabens südlich des Gewerbegebiets als Ausgleichsmaßnahme für dessen Flächenverbrauch angelegt.

## Persönlichkeiten
- Hugo Gräf (* 10. Oktober 1892 in Rehestädt; † 23. Oktober 1958 in Gotha), Politiker (KPD, SED)